# 業資王
業資王（なりすけおう、寿永3年（1184年） - 元仁元年閏7月15日（1224年8月31日）は、鎌倉時代の公家。初名は康家。兵部卿・仲資王の長男。官位は従三位・神祇伯。

## 経歴
文治元年（1185年）王氏爵により従五位下に叙爵する。初名は康家であったがのち業資に改名している。建久9年（1198年）父の仲資王から神祇伯を譲られ、神祇伯を三代続けて出して花山王氏による世襲が確立された。
正治2年（1200年）土御門天皇の大嘗祭における仲資王の功労を譲られて従五位上に叙せられると、正治3年（1201年）正五位下、建仁3年（1203年）従四位下、承元3年（1209年）従四位上、建暦2年（1212年）正四位下と昇進を続け、建保4年（1216年）従三位に叙せられ、仲資王に続いて公卿に列した。
元仁元年（1224年）閏7月15日薨去。享年41。最終官位は神祇伯従三位。

## 官歴
『公卿補任』による。
- 文治元年（1185年） 正月6日：従五位下（氏爵、名康家、後日改名）
- 時期不詳：康家から業資に改名
- 建久9年（1198年） 12月9日：神祇伯（父仲資王譲）
- 正治2年（1200年） 正月5日：従五位上（父建久9年大嘗会賞譲）
- 正治3年（1201年） 正月6日：正五位下（臨時）。正月29日：兼因幡権守（伯兼国）
- 建仁3年（1203年） 正月5日：従四位下
- 承元3年（1209年） 正月13日：従四位上
- 建暦2年（1212年） 正月5日：正四位下。10月28日：復任
- 建保4年（1216年） 正月5日：従三位（臨時）
- 貞応元年（1222年） 日付不詳：服解（父）
- 元仁元年（1224年） 閏7月15日：薨去（神祇伯従三位）

## 系譜
『尊卑分脈』による。
- 父：仲資王
- 母：卜部基仲の娘
- 妻：藤原基輔の娘
  - 男子：資光王（?-1268）
- 妻：藤原宗行の娘
  - 男子：宗舜
- 生母不詳の子女
  - 男子：源業忠
  - 男子：資行王
  - 男子：資兼王